# Khướu mỏ dẹt đầu đen
Khướu mỏ dẹt đầu đen (danh pháp khoa học: Psittiparus margaritae) là một loài chim trong họ Paradoxornithidae hoặc xếp trong phân họ Paradoxornithinae của họ Sylviidae.
Loài chim này được tìm thấy ở miền đông Campuchia và miền nam Việt Nam. Môi trường sống tự nhiên của chúng là rừng ẩm thấp miền núi nhiệt đới hoặc cận nhiệt đới.